# ليتيتيا فيرفيلد
جوزفين ليتيتيا ديني فيرفيلد، حائزة على وسام الإمبراطورية البريطانية برتبة قائد سي بي إي (10 مارس 1885 -1 فبراير 1978) طبيبة ومحامية وعاملة حرب وأول أنثى تُعيّن رئيسة للخدمات الطبيّة في لندن. حصلت على وسام الإمبراطورية البريطانية برتبة قائد سي بي إي لإنجازاتها البارزة في مجال الطب بعد مساهماتها في الحرب العالمية الأولى، رغم رفضها من قبل مكتب شؤون الحرب في البداية. تابعت فيرفيلد عملها في مجلس مقاطعة لندن، إذ ناضلت بهدف إنشاء أقسام جديدة للصحة العامة معنية بشكل خاص بصحة المرأة والطفل، والدفاع عن أولئك الذين رأتهم أكثر أفراد المجتمع ضعفًا. كانت مناصرة للمرأة وأحد أعضاء الجمعية الفابية، وخلال حياتها اللاحقة تحولت إلى الكاثوليكية الرومانية وأصبحت من المؤمنين بأعمال بالسحر والشعوذة.

## الحياة العائلية
وُلدت فيرفيلد في ملبورن في عام 1885، وكانت الأكبر سناً بين ثلاث بنات. أما الأصغر سناً، سيسيلي، فهي الروائية التي نشرت أعمالها باسم ريبيكا ويست. شارك والدا فيرفيلد أطفالهما بانتظام في حوار فكري وسياسي، وكان والدها الأنجلو آيرلندي تشارلز صحفيًا، أمّا والدتها الإسكتلندية إيزابيلا كانت عازفة بيانو بارعة. ومع ذلك، مرّت الفتيات بفترات من عدم الاستقرار خلال نشأتهن بسبب إهمال تشارلز لمسؤولياته المالية. كان لديه العديد من العلاقات الظاهرة، وبعضها ما كان مخفيًا، حتى أنه أخفى حقيقة وجود عائلة ثانية له في أمريكا حتى وقت وفاته. بحلول عام 1901، أدّى حبّه للنساء وتبذيره إلى انهيار زواجه، وغادر منزل العائلة. انتقلت إيزابيلا، التي تُركت دون أي دعم مالي، مع بناتها الثلاث إلى إدنبرة، حيث عاشت مع أقربائها.

## التعليم الطبي
دخلت فيرفيلد مع شقيقتيها كليّة جورج واتسون للسيدات، وبعدها قُبلت فيرفيلد في كلية إدنبرة الطبية للبنات، وهي مدرسة خارج أسوار الجامعة تابعة لجامعة إدنبرة. رفض العديد من أفراد الأسرة اختيار فرفيلد المهني نتيجةً لاعتقادهم أن مهنة الطب لا تناسبها كامرأة، وظنّهم أنّ هذه المهنة ستمنعها من العثور على زوج. وبالفعل، بقيت غير متزوجة ودون أي اهتمامات عاطفية تُذكر.
في عام 1907، حصلت فيرفيلد على شهادة البكالوريوس في الطب والجراحة، وحصلت على درجة الدكتوراه في الطب في عام 1911. على الرغم من استيائها من وجود بعض الفروقات في التعليم بين الذكور والإناث في كلية الطب، لم تُعبّر فيرفيلد عن استيائها، واختارت بسعادة أن تُكرّس حياتها للمهنة.

## العمل الحربي
رُفضت فيرفيلد عندما تقدمت لأول مرة للعمل في مكتب شؤون الحرب، بسبب الاعتقاد السائد حينها بعدم الحاجة لوجود أطباء إناث، ولكن بعد مرور عدة سنوات وتحديداً في عام 1917، في أعقاب الوفيات غير المتوقعة للعديد من الجنود والأطباء الذكور، تم تأسيس الفيلق النسائي التابع للجيش، وعُيّنت فيرفيلد كرئيسة للخدمات الطبية فيه. عُيّنت بعد مرور عام كرئيسة للخدمات الطبية في قيادة المنطقة الجنوبية، ثم ارتقت بعد ذلك إلى رتبة مفتش الخدمات الطبية في سلاح الجو الملكي؛ الفرع النسائي لسلاح الجو الملكي. أصبحت مسؤولة عن الرعاية الطبية لثمانية آلاف امرأة عسكرية، واثنين وعشرين ألف آخرين في الوطن.
في عام 1940، طُلبت فيرفيلد شخصيًا من قبل مكتب شؤون الحرب. انضمت إلى الفيلق الطبي الخاص بالجيش الملكي البريطاني وعُيّنت كضابط طبي كبير في القوات المسلحة. في عام 1942، انسحبت بعد بلوغها سن التقاعد العسكري من منصبها واستأنفت عملها في مجال الصحة العامة مع مجلس مقاطعة لندن إلى حين إنشاء هيئة الخدمات الصحية الوطنية في عام 1948.

## حقوق المرأة والسياسة والدِين
اهتمت فيرفيلد بالعديد من القضايا الاجتماعية طوال حياتها المهنية. كطالبة طب وطبيبة مبتدئة، ناضلت مع شقيقتيها إلى جانب كريستابل بانكهورست. انضمت إلى الاتحاد الاجتماعي والسياسي للمرأة وهو من المنظمات المتشددة المُطالبة بحق المرأة في التصويت، لكنها تركت المجموعة عندما شعرت أن موقعها المهني كطبيبة قد يتعرض للتهديد، خاصةً عندما بدأت بانتقاد السلطة الاستبدادية لبانكهورست. أثناء عملها مع مكتب الحرب، كانت فيرفيلد عضوًا نشطًا في اتحاد النساء الطبيبات، إذ ناضلت معهن من أجل المساواة بين الإناث والذكور في الطب وفي أوقات الحرب. في 1930-1932 عُيّنت رئيسةً لفرع الاتحاد في لندن، وواصلت الكفاح من أجل القضايا الخاصة بالأطباء الإناث نيابة عن الرابطة الطبية البريطانية.
على الرغم من العديد من الاختلافات، ظلت فيرفيلد وشقيقتها سيسي على وفاق سياسي طوال حياتهما. انضمّ كلاهما إلى جمعية فابيان، التي نطقت فيرفيلد باسمها وكتبت بانتظام عن القضايا المتعلقة بصحة المرأة. عُيّنت مديرة تنفيذية للجمعية، وهذا ما وصفته «بالقيمة النادرة» لها كطبيبة. ومع ذلك، فقد اضطرت إلى مغادرة الجمعية بعد فترة قصيرة من الحرب العالمية الأولى، إذ لم تعد اهتماماتها السياسية متوافقة مع التقدم في حياتها المهنية مع مجلس مقاطعة لندن.
في عام 1922، اعتنقت فيرفيلد الكاثوليكية الرومانية. ما شكّل مفاجأة كبيرة لأصدقائها وعائلتها، الذين تعود أصولهم إلى أيرلندا واعتُبروا من البروتستانت المتدينين. ومع ذلك، لم توافق على جميع مبادئ الكنيسة الكاثوليكية، إذ استهجنت على سبيل المثال معارضتهم لتحديد النسل. على الرغم من ذلك، أدى إخلاصها إلى تلقيها جائزة الميدالية البابوية، برو ايكليسيا إي بونتيفيس في عام 1965.
اهتمت فيرفيلد بما وراء علم النفس، وكانت عضوًا في جمعية الأبحاث النفسية.

## العمل في مجال الصحة العامة
بدأت فيرفيلد العمل في مجلس مقاطعة لندن بعد فترة وجيزة من التخرج، في عام 1911، واستمرت في منصبها هناك حتى عام 1948 (باستثناء الانقطاع في فترة الحرب). كانت مسؤولياتها قبل الحرب العالمية الأولى كرئيسة، تتعلق بالإشراف على صحة الأطفال ورفاهيتهم، ومراقبة المدارس المتخصصة بالمعوقين ذهنياً.
في عام 1920، عادت إلى مجلس مقاطعة لندن، وحصلت على شهادة في القانون في عام 1923 بهدف مساعدتها في مواجهة الصعوبات القانونية المتعلقة بمشاكل الصحة العامة. بعد إقرار قانون الحكومة المحلية لعام 1929، توّلت مسؤولية مجلس إدارة المستشفيات المعنية بمساعدة الفقراء في لندن، وحوّلت اهتمامها باتجاه تحسين الرعاية بشؤون الأمومة والولادة. وفرضت سياسة جديدة للصحة العامة في ما يتعلق بالأمراض المنقولة جنسياً.

## الحياة اللاحقة
توفيت فيرفيلد في 1 فبراير 1978 بعد سلسلة من السكتات الدماغية. حتى في الأشهر الأخيرة من حياتها، وعلى الرغم من تدهور حالتها الصحية، أجرت مقابلات عديدة حول حياتها المهنية المميزة. قالت في إحدى هذه المقابلات: «اخترت دائمًا، منذ بداية مسيرتي المهنية، أشياء آمنت بأهميّتها على الرغم من عدم شيوعها».